# Lophopagurus (Australeremus) cristatus
Lophopagurus (Australeremus) cristatus is een tienpotigensoort uit de familie van de Paguridae. De wetenschappelijke naam van de soort is voor het eerst geldig gepubliceerd in 1836 door H. Milne Edwards.